# Frederik Schram
Frederik August Albrecht Schram, född 19 januari 1995, är en dansk-isländsk fotbollsmålvakt som spelar för Valur.

## Klubbkarriär
I juli 2019 värvades Schram av SønderjyskE, där han skrev på ett halvårskontrakt. I augusti 2019 lånades han ut till Lyngby BK på ett låneavtal över resten av året. I januari 2020 värvades Schram av Lyngby och skrev på ett halvårskontrakt med klubben. Den 8 augusti 2020 förlängde Schram sitt kontrakt med två år.

## Landslagskarriär
Schram debuterade för Islands landslag den 8 februari 2017 i en 1–0-förlust mot Mexiko. I maj 2018 blev han uttagen i Islands trupp till fotbolls-VM 2018.